# Odontomera flavipennis
Odontomera flavipennis är en tvåvingeart som beskrevs av Günther Enderlein 1912. Odontomera flavipennis ingår i släktet Odontomera och familjen Richardiidae. Inga underarter finns listade i Catalogue of Life.